# Guilherme V, Conde de Hesse-Cassel
Guilherme V de Hesse-Cassel (13 de fevereiro de 1602 - 21 de setembro de 1637) foi conde de Hesse-Cassel entre 1627 e 1637.

## Família
Guilherme era o filho mais novo do primeiro casamento do conde Maurício I de Hesse-Cassel com a condessa Inês de Solms-Laubach. Os seus avós paternos eram o conde Guilherme IV de Hesse-Cassel e a duquesa Sabina de Württemberg. Os seus avós maternos eram conde João Jorge I de Solms-Laubach e a condessa Margarida I de Schönburg-Glauchau.

## Biografia
A mãe de Henrique, Inês, morreu pouco depois do seu nascimento e o seu pai viria a casar-se novamente, desta vez com a condessa Juliana de Nassau-Dillenburg. Depois de perder grande parte do território de Hesse-Cassel para Darmstadt, a família ficou em mau-estado financeiro e o pai de Guilherme acabou por abdicar em seu favor.
Guilherme chegou ao governo de Hesse-Cassel em circunstâncias pouco favoráveis, a meio da Guerra dos Trinta Anos e continuou a sofrer perdas de território e de riqueza. Guilherme foi conde durante dez anos num período marcado por derrotas e perdas.
A sua viúva, a condessa Amália Isabel de Hanau-Münzenberg foi regente do filho mais velho de ambos, Guilherme VI, até este atingir a maioridade em 1650. Sob a sua liderança, muitas das terras perdidas pelo seu sogro e pelo marido foram reconquistadas através de várias alianças com o estrangeiro e batalhas bem-sucedidas.
Em 1650, o filho de Guilherme começou a governar e fortaleceu a linha de Hesse-Cassel que quase tinha sido destruída pelo pai e pelo avô.
Uma das suas filhas, Carlota, casou-se com o príncipe-eleitor Carlos I Luís do Palatinado e foi mãe da famosa duquesa de Orleães, cunhada do rei Luís XIV de França.
Outra filha, Emília, casou-se com o duque Henrique Carlos de La Trémoille.

## Descendência
1. Inês de Hesse-Cassel (24 de novembro de 1620 - 20 de agosto de 1626), morreu aos cinco anos de idade.
2. Maurício de Hesse-Cassel (nascido e morto a 24 de Setembro de 1621)
3. Isabel de Hesse-Cassel (21 de outubro de 1623 - 13 de janeiro de 1624), morreu aos dois meses de idade.
4. Guilherme de Hesse-Cassel (31 de janeiro de 1625 - 11 de julho de 1626), morreu aos quatro meses de idade.
5. Emília de Hesse-Cassel (11 de fevereiro de 1626 - 15 de fevereiro de 1693), casada com o duque Henrique Carlos de La Trémoille; com descendência.
6. Carlota de Hesse-Cassel (20 de novembro de 1627 - 16 de março de 1686), casada com o eleitor Carlos I Luís do Palatinado; com descendência.
7. Guilherme VI de Hesse-Cassel (23 de Maio de 1629 - 16 de Julho de 1663), casado com Edviges Sofia de Brandemburgo; com descendência.
8. Filipe de Hesse-Cassel (16 de junho de 1630 - 17 de agosto de 1638), morreu aos oito anos de idade.
9. Adolfo de Hesse-Cassel (17 de dezembro de 1631 - 17 de março de 1632), morreu aos três meses de idade.
10. Carlos de Hesse-Cassel (18 de junho de 1633 ou 19 de junho de 1633 - 9 de Março de 1635), morreu com um ano de idade.
11. Isabel de Hesse-Cassel (23 de junho de 1634 - 22 de março de 1688), morreu aos três anos de idade.
12. Luísa de Hesse-Cassel (5 de novembro de 1636 - 6 de janeiro de 1638), morreu aos catorze meses de idade.